# Trdnjava Olavinlinna
Olavinlinna (znan tudi kot grad sv. Olafa; švedsko Olofsborg; nemško Olafsburg; lit. 'Olofov grad') je grad s tremi stolpi iz 15. stoletja v Savonlinni na Finskem. Zgrajen je na otoku v ožini Kyrönsalmi, ki povezuje jezeri Haukivesi in Pihlajavesi. Je najsevernejša srednjeveška kamnita utrdba, ki še stoji. Grad je spektakularen oder za operni festival Savonlinna, ki je bil prvič organiziran poleti 1912.

## Zgodovina
Trdnjavo je ustanovil Erik Axelsson Tott leta 1475 pod imenom Sankt Olofsborg, da bi izkoristil politične pretrese po osvojitvi Novgorodske republike s strani Ivana III. Postavljena je bila v Savoniji, da bi zahtevala rusko stran meje, ki jo je vzpostavila Nöteborška pogodba.
Eno od Tottovih pisem iz leta 1477 bežno omenja tuje gradbenike, povabljene v Olofsborg, verjetno iz Revala, kjer so širili mestne utrdbe. To je bil prvi švedski grad z nizom debelih okroglih stolpov, ki so lahko vzdržali topovski ogenj. Mreža jezer in vodnih poti ni po naključju okolica gradu, saj bi ti resno ovirali morebitno rusko ofenzivo.
Trdnjava s tremi stolpi je bila dokončana leta 1485 in takoj se je začela gradnja zunanjega obzidja z dvema stolpoma. Dokončali so jih leta 1495. Grad je približno prisekan romboid s trdnjavo na zahodni strani otoka ter kurtinami in zunanjim obzidjem na vzhodu. Eden od stolpov trdnjave, stolp sv. Erika, ima slabe temelje in se je medtem zrušil. Eden od stolpov predgradja, Debeli stolp, je eksplodiral v 18. stoletju. Na njegovem mestu je zgrajen bastijon. Grad je bil v poznem 18. stoletju spremenjen v Vaubansko utrdbo z bastioni.[3]

### Vojskovanje
Olofsborg je zdržal več obleganj Rusov med prvo in drugo rusko-švedsko vojno. Proti koncu 16. stoletja se je pod okriljem gradu razvila živahna trgovina, ki je omogočila razvoj meste Savonlinna, ki je bilo ustanovljeno leta 1639.
Čeprav grad ni bil nikoli zajet s silo, se je njegova garnizija dvakrat strinjala s pogoji predaje; prvič napadel pod Ruse 28. julija 1714 in drugič 8. avgusta 1743, pri čemer je mirovna pogodba slednjega konflikta v obliki pogodbe iz Åbo vodila do tega, da sta se grad in celotna regija odcepila od ruske carice Elizabete. Med ruskim obdobjem je Aleksander Suvorov osebno pregledal ponovno oborožitev trdnjave.
Več uničujočih požarov je v 19. stoletju uničilo velik del grajskega okrasja, uničena je bila vsa njegova prvotna oprema.

### Obmejni konflikti
Po koncu rusko-švedske vojne 1495-1497 se je Sten Sture starejši vrnil na Švedsko in odkril, da se je proti njemu začel velik upor, ki se je končal v bitki pri Rotebru, kjer je bil odstavljen v korist danskega kralja Ivana Danskega.
Avgusta 1499 je guverner Viborga Eric Bielke prejel zaskrbljujoča poročila od Nyslotta. Poročila govorijo o bitkah proti ruskim silam, ki so verjele, da je Nyslott upravičeno Rus, in so poskušale premakniti mejne prehode tako, da bi jih postavili na rusko ozemlje. Od 1000 Rusov, ki so sodelovali v bojih, naj bi jih bilo le okoli 200 opremljenih s strelnim orožjem, ostali so se bojevali s sekirami in sabljami. V naslednjih bitkah so Rusi utrpeli velike izgube in bili odbiti.
Nadaljnje podrobnosti o bitkah niso znane, zdi se, da so bile omejene na območje okoli Nyslotta. 14. septembra 1504 je Eric Bielke uspel podpisati 20-letno premirje z Rusi. Do naslednje večje vojne med Švedsko in Rusijo bo prišlo šele leta 1554. Vendar kljub temu ni bilo zagotovljenega miru na meji med njima, med drugim pismo iz leta 1509 pripoveduje, da so »sovražniki Boga in krščanstva, nepopustljivi Rusi« opustošilo Finsko.

## Turizem
Grad gosti več manjših razstav, vključno z grajskim muzejem, ki prikazuje artefakte, najdene v gradu ali povezane z njim, in pravoslavni muzej, ki prikazuje ikone in druge verske artefakte iz Finske in Rusije.
Olavinlinna je začetni model za grad Kropow v bande dessinée King Ottokar's Sceptre, albumu v seriji Adventures of Tintin, ki jo je ustvaril Hergé.

## Galerija
- Poslikava gradu leta 1870 Oscarja Kleineha [fi], pred obnovo
- Skica Hjalmarja Munsterhjelma, 1873
- Olavinlinna, Hjalmar Munsterhjelm, 1875
- Razsvetljen ponoči
- Notranjost
- Macbeth; aplavz na opernem festivalu Savonlinna leta 2007
- Savonlinna Opera leta 2017
- Ruski predsednik Vladimir Putin kot gost finskega predsednika Sauli Niinistöna v Operi Savonlinna, 2017